# ماساهيرو أكيموتو
ماساهيرو أكيموتو مواليد 15 أبريل 1979 في اليابان، هو لاعب كرة قدم ياباني سابق كان يلعب كمهاجم.

## المسيرة الاحترافية

### أندية لعب لها
- سانفريس هيروشيما

## روابط خارجية
- ماساهيرو أكيموتو على موقع رابطة كرة القدم اليابانية للمحترفين (اليابانية)
- ماساهيرو أكيموتو على موقع عالم كرة القدم.نت (الإنجليزية)